# مركز منصور تامير أبراهام للفنون المرئية
مركَز منصور تامير أبراهام للفنون المرئيّة هو مؤسّسة غير ربحية، تُعنى بالفنون. مكاتبها الرئيسية في العاصمة الفرنسية، پاريس، حيث تُحفظ مجموعاته الفنّية في مدينة جنيڤ السويسرية. قام بإنشاء هذا المركَز أبناء منصور تامير أبراهام وأحفاده، بُعيد وفاته، عام 1999. وقد كان الهدف المعلن من وراء إنشاء هذا المركَز هو تعزيز الإدراك العامّ للعصرنة والانطباعية والفنّ الحديث في روسيا وأوروبا، من خلال جمع تحف تُمكن إعارتها «لمؤسّسات عامّة لغايات العرض والدراسة، فقط».
في مطلع عام 2011، أصبح في حيازة المركَز ما يزيد عن 300 تحفة فنّية من صنع أكثر من 50 فنّانًا، حيث يركّز جوهر هذه المجموعة الفنّية على العصرنة الأوروبية والروسية في أواخر القرنين، التاسع عشر والعشرين. ومن بين الفنّانين المشاركين: أڤيچدور أريخا، وسلڤادور دالي، ونتاليا چونشاروڤا، وبوريس چريچوريڤ، ومناشيه كاديشمان، وميخائيل لاريونوڤ، ولازار ليسيتزكي، وكازيمير ماليڤيتش، وجوان ميرو، وهنري روسو، وديڤيد شتيرنبيرچ، وڤلاديمير تاتلين، وڤلاديمير تيتوڤ. كما يمتلك المركَز مجموعة كاملة من التماثيل التي قام بتصميمها إدچار ديچاس، والتي تمّت إعارتها لمؤسّسات مثل المعرِض الوطنيّ للفنون بصوفيا في بلغاريا، ومُتحَف تل- أبيب للفنون في إسرائيل، ومعهد ڤالنسيانو للفنون المعاصرة.

## التاريخ

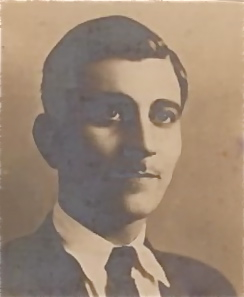
منصور تامير أبراهام

أنشئت المؤسّسة أوّل ما أنشئت عام 2004، وقد قامت بذلك عائلة منصور تامير أبراهام المولود في 27 نَيْسان/ إبريل عام 1912. وهو من أبناء مدينة عدن في اليمن، التي كانت تخضع للاحتلال البريطانيّ. وقد أصبح سلطة شرعية بحكم سلطة القانون الإفريقيّ والآسيويّ، وحاز «ميدالية جورج» من بريطانيا تقديرًا له على أعماله. كان أبراهام، أيضًا، جامع فنون في غاية الدقة والحرص، وقد كان يركّز على الأعمال الفنّية الروسية والأوروبية إلى حدّ بعيد، لكنّ العديد من التحف التي جمعها، آنذاك، لم تحظَ بالأهمّية المرجوّة. توفي أبراهام في التاسع من كانون الثاني/ يناير عام 1999، عن عمر ناهز 86 عامًا.
عام 2004، وضع أبناؤه وأحفاده مجموعاته الفنّية في مؤسّسة غير ربحية، أطلق عليها اسم «مركَز منصور تامير أبراهام للفنون المرئية»، ورئيسه الحاليّ هو عامير چروس كبيري. ويتّخذ المركَز من مدينة جنيڤ السويسرية مقرًا له، في حين مكاتبه الرئيسية في مدينة پاريس الفرنسية.

## الرسالة
يحمل المركَز رسالة معلنة يهدف من خلالها إلى تعزيز الإدراك العامّ للعصرنة والانطباعية والفنّ الحديث في روسيا وأوروبا، وذلك من خلال جمع تحف تُمكن إعارتها «لمؤسّسات عامّة لغايات العرض والدراسة، فقط». ويعتمد المركَز برنامَج إعارة يجعل من خلاله الأعمال مُتاحة للعرض العامّ في المؤسّسات المعترف بها، بالإضافة إلى المتاحف التي لا تمتلك وسائل تنظيم هكذا معارض.
أمّا رسالته التربوية، فتهدف إلى احتضان «المعارض التي تشجّع على إدراك وفهم الفنون وتاريخها ومضمونها ومعناها». وتترافق العروض التي يرعاها المركَز مع برامج تربوية للأطفال والراشدين، ويحضرها فنّانون وتربيّون ومعنيّون فنّيون آخرون. كما يقدّم المركَز الدعم للشباب والطلاب الفنّانين في الدراسات اليهودية.

## المجموعات الفنيّة
في مطلع عام 2011، أصبح في حيازة المركَز ما يزيد عن 300 تحفة فنّية من صنع أكثر من 50 فنّانًا، حيث يركّز جوهر هذه المجموعة الفنّية على العصرنة الأوروبية والروسية في أواخر القرنين، التاسع عشر والعشرين. وتتضمّن الموضوعات الأدبية التي تغطّيها المجموعة الفنّية في تلك الحِقبة: الانطباعية، وعصر ما بعد الانطباعية، والبنائية، والتكعيبية، والمذهبية في نحت التماثيل، والبدائية الجديدة، والرايونيزم، والسوپرماتيزم، والمستقبلية. وفيما يلي قائمة جزئية بأسماء الفنّانين الذين تضمّهم المجموعة:
- أفيچدور أريخا
- أليكس تشونتيسكو
- سلڤادور دالي
- إدچار داچاس
- نتاليا چونشاروڤا
- بوريس چريچوريڤ*
- مناشيه كاديشمان
- رافي قيصر
- بوريس كلينت
- موشي كوپرمان
- ميخائيل لاريونوڤ
- أوري ليفشيتس
- ناداڤ ليفشيتس
- لازار ليسيتزكي
- كازيمير ماليڤيتش
- زوي ميلشتاين
- جوان ميرو
- ڤيرا بيستيل
- نيكولاي بيروزماني- شڤيلي
- ڤلاديمير ب. روسين
- هنري روسو
- ديڤيد شتيرنبيرچ
- سيرچي سينكين
- ڤلاديمير تاتلين
- ڤلاديمير تيتوڤ